# Егоров, Тихон Андреевич
Тихон Андреевич Егоров (1903, Анисово Городище, Калужская губерния — апрель 1945) — командир орудия 849-го артиллерийского полка, старший сержант — на момент представления к награждению орденом Славы 1-й степени.

## Биография
Родился в 1903 году в деревне Анисово Городище (ныне — Кировского района Калужской области). Окончил 4 класса. Был председателем колхоза, в 1934—1941 годах работал на стройках.
В июле 1941 года был призван в Красную Армию Кировским райвоенкоматом. На фронте с сентября 1941 года. Воевал в артиллерии. Член ВКП с 1943 года. К весне 1944 года сержант Егоров командовал расчётом 76-мм орудия 849-го артиллерийского полка 294-й стрелковой дивизии.
5-7 апреля 1944 года в боях у населённого пункта Бахна расчёт под командованием сержанта Егорова при отражении контратак уничтожил и рассеял около роты солдат и офицеров противника, подавил крупнокалиберный пулемёт. Приказом от 8 мая 1944 года сержант Егоров Тихон Андреевич награждён орденом Славы 3-й степени.
20-22 августа 1944 года в ходе прорыва обороны противника севернее города Яссы старший сержант Егоров с расчётом огнём из орудия подавил пулемёт и рассеял до взвода пехоты. В уличных боях в городе Яссы вывел из строя свыше 10 вражеских солдат. 27-28 августа в 15 км юго-восточнее города Хуши вместе с расчётом поразил и рассеял много вражеских солдат и офицеров. Приказом от 29 сентября 1944 года старший сержант Егоров Тихон Андреевич награждён орденом Славы 2-й степени.
12 января 1945 года в 15 км северо-западнее города Шидлув старший сержант Егоров с расчётом уничтожил 3 пулемётные точки и свыше 10 противников, подавил миномётную батарею. 13-14 января при штурме опорного пункта в районе города Хмельник поразил 6 пулемётов, два 37-мм орудия и 82-мм миномёт. 24 января в 7 км юго-восточнее населенного пункта Эльс прямой наводкой уничтожил 2 пулемёта и свыше 10 противников.
Указом Президиума Верховного Совета СССР от 10 апреля 1945 года за образцовое выполнение заданий командования в боях с захватчиками старший сержант Егоров Тихон Андреевич награждён орденом Славы 1-й степени. Стал полным кавалером ордена Славы.
Высокую награду артиллерист Егоров получить не успел. В одном из боёв в апреле 1945 года он пропал без вести.
Награждён орденами Славы 3-х степеней, медалью.

### Семья
Жена — Прасковья Лаврентьевна Егорова.